# Kerschenez
Der Kerschenez (russisch Керженец) ist ein 290 km langer linker Nebenfluss der Wolga im europäischen Teil Russlands.

## Verlauf
Der Kerschenez entspringt im Nordwesten der Oblast Nischni Nowgorod, unweit der Grenze zur Oblast Kostroma. Von dort fließt er in vorwiegend südlicher Richtung durch die dicht bewaldete, dünn besiedelte Landschaft. Etwa 20 km nordwestlich von Lyskowo mündet der Fluss schließlich in die zum Tscheboksarsker Stausee aufgestaute Wolga.
Der Kerschenez ist durchschnittlich von November bis in den April gefroren. Der Eisgang im Frühjahr dauert etwa zwei Tage, das anschließende Frühjahrshochwasser, welches rund 63 % des jährlichen Abflusses liefert, dauert bis in den Mai.

## Geschichte
Das dünn besiedelte Einzugsgebiet des Kerschenez diente nach dem Schisma innerhalb der Russisch-Orthodoxen Kirche den sogenannten Altgläubigen als Rückzugsgebiet. Bis ins 19. Jahrhundert existierten zahlreiche ihrer Kerschenskije Skity (russisch Керженские скиты) genannten Siedlungen.

## Tourismus
Neben den Siedlungen der Altgläubigen ist das Makarios-Scholtowodski-Dreifaltigkeitskloster unweit der Mündung des Flusses ein beliebtes Ziel für Touristen.
Wegen seiner Abgelegenheit und der reizvollen Lage in einem bewaldeten Tal ist der Fluss auch bei Bootswanderern sehr beliebt.